# Shirley Hufstedler

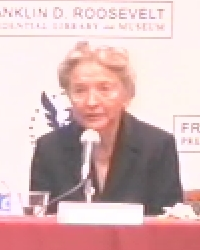
Shirley Hufstedler

Shirley Mount Hufstedler (* 24. August 1925 in Denver, Colorado; † 30. März 2016 in Glendale, Kalifornien) war eine US-amerikanische Juristin und Politikerin, die unter Präsident Jimmy Carter als Bildungsministerin dem Kabinett angehörte.
Shirley Hufstedler schloss 1945 als Bachelor of Business Administration an der University of New Mexico ab; 1949 erhielt sie den Bachelor of Laws von der Stanford University. Im Anschluss begann sie eine erfolgreiche juristische Karriere. Nachdem sie zunächst ab 1950 als selbständige Anwältin in Los Angeles gearbeitet hatte, fungierte sie zwischen 1960 und 1961 als Sonderberaterin des Attorney General von Kalifornien in einem Verfahren bezüglich des Colorado River vor dem Obersten Gerichtshof. 1961 wurde sie dann zur Richterin am Superior Court des Los Angeles County berufen; im Jahr darauf erfolgte die offizielle Wahl in dieses Amt.
1966 erhielt Shirley Hufstedler die Berufung zur beisitzenden Richterin am Appellationsgericht von Kalifornien, ehe US-Präsident Lyndon B. Johnson sie 1968 zur Richterin am Bundesappellationsgericht für den neunten Gerichtskreis ernannte. Diesen Posten übte sie elf Jahre lang aus, bis Präsident Carter sie 1979 zur ersten Leiterin des neu geschaffenen Bildungsministeriums machte. Zuvor war die Bildung ein Teilbereich des Gesundheits-, Bildungs- und Wohlfahrtsministeriums gewesen. 1981, nach Carters Niederlage bei der Präsidentschaftswahl gegen Ronald Reagan, schied sie wieder aus dem Kabinett und damit aus der Politik aus.
In der Folge war Shirley Hufstedler als Anwältin und Partnerin der Kanzlei Hufstedler & Kaus tätig; gleichzeitig unterrichtete sie als Jura-Dozentin an der University of California, der University of Iowa und der University of Vermont. Zudem hatte sie 1982 einen Lehrstuhl in Stanford und war 1996 Gastdozentin am St Catherine’s College in Oxford. Sie wurde mit 20 Ehrendoktortiteln amerikanischer Universitäten ausgezeichnet und gehörte den Führungsgremien diverser Stiftungen, Universitäten und anderer Institutionen an. 1989 wurde sie in die American Academy of Arts and Sciences gewählt.